# Canthon variabilis
Canthon variabilis là một loài bọ cánh cứng trong họ Bọ hung (Scarabaeidae).